# Lloyd Bacon
Lloyd Francis Bacon (San José, Califòrnia, 4 de desembre de 1889 − Burbank, Califòrnia, 15 de novembre de 1955) fou un actor i director de teatre, cinema i vodevil. Com a director va fer pel·lícules en gairebé tots els gèneres -westerns, comèdies musicals, de gàngsters, comèdies, drames, crim, etc.- i va ser un dels directors que en els anys trenta van ajudar a donar als estudis Warner Bros la reputació de les seves pel·lícules d'acció dures, realistes, de ritme ràpid, com «arrencades dels titulars dels diaris».

## Biografia
Bacon era fill de l'actor Frank Bacon ―que més tard seria el coautor i protagonista del durador show de Broadway Lightnin (1918)― i de Jennie Weidman-Bacon. Contràriament a la creença popular de l'època, no estava relacionat amb l'actor Irving Bacon, encara que sí que el va dirigir en algunes de les seves pel·lícules. Bacon va anar a la Universitat de Santa Clara.

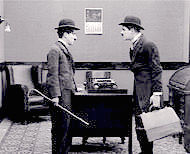
Chaplin i Bacon en un fotograma de la pel·lícula de 1916 The Floorwalker.

 Bacon es va iniciar en el cinema com a actor amb Charlie Chaplin i Broncho Billy Anderson. Va aparèixer en més de 40 pel·lícules en total. Com a actor és reconegut per acompanyar a Chaplin en pel·lícules com The tramp (1915), The Champion (1915), Behind the Screen (1916), The Rink (1916) o Easy Street (1917).
Més tard es va convertir en director, i entre 1920 i 1955 en va dirigir més de 100 pel·lícules. És conegut com a director de clàssics com:
- El carrer 42 (42nd street) (1933),
- Ever since Eve (1937; basada en un guió escrit pel dramaturg Lawrence Riley),
- A slight case of murder (1938, amb Edward G. Robinson),
- Invisible stripes (1939, amb George Raft i Humphrey Bogart),
- The Oklahoma Kid (1939, amb James Cagney i Humphrey Bogart),
- Knute Rockne, all american (1940, amb Pat O'Brien i Ronald Reagan,
- Action in the North Atlantic (1943),
- The Fighting Sullivans (1944, amb Anne Baxter i Thomas Mitchell), i
- Wake up and dream (1946).

Bacon va morir a la ciutat de Burbank (Califòrnia) el 15 de novembre de 1955, amb 65 anys, d'una hemorràgia cerebral. En la seva mort, li sobrevivien les seves dues exdones ―Margaret Adele Lowdermilk i Nadine Coughlin―, el seu fill Frank (1937-2009) i la seva filla Betsey.

## Filmografia[2]

### Com a actor
- The Champion (1915)
- His Regeneration (1915)
- A Jitney Elopement (1915)
- The Tramp (1915)
- The Bank (1915)
- The Floorwalker (1916)
- The Fireman (1916)
- The Vagabond (1916)
- Behind the Screen (1916)
- The Rink (1916)
- Easy Street (1917)
- Square Deal Sanderson (1919)
- Wagon Tracks (1919)
- The Blue Bonnet (1919)
- The House of Intrigue (1919)
- The Feud (1919)
- The Midlanders (1920)
- The Girl in the Rain (1920)
- The Broken Gate (1920)
- Smudge (1922)

### Com a director
- The Heart of Maryland (1927)
- Women They Talk About (1928)
- The Lion and the Mouse (1928)
- The Singing Fool (1928)
- Honky Tonk (1929)
- Say It with Songs (1929)
- The Other Tomorrow (1930)
- She Couldn't Say No (1930)
- A Notorious Affair (1930)
- Moby Dick (1930)
- The Office Wife (1930)
- Fifty Million Frenchmen (1931)
- Kept Husbands (1931)
- Sit Tight (1931)
- Gold Dust Gertie (1931)
- Honor of the Family (1931)
- Manhattan Parade (1931)
- Alias The Doctor (1932)
- El carrer 42 (42nd street) (1933)
- Picture Snatcher (1933)
- Footlight Parade (1933)
- Wonder Bar (1934)
- Here Comes the Navy (1934)
- He Was Her Man (1934)
- In Caliente (1935)
- Frisco Kid (1935)
- Devil Dogs of the Air (1935)
- Cain and Mabel (1936)
- Gold Diggers of 1937 (1936)
- Marked Woman (1937)
- Ever Since Eve (1937)
- San Quentin (1937)
- Boy Meets Girl (1938)
- A Slight Case of Murder (1938)
- Cowboy from Brooklyn (1938)
- Wings of the Navy (1939)
- The Oklahoma Kid (1939)
- Espionage Agent (1939)
- Invisible Stripes (1939)
- Indianapolis Speedway (1939)
- A Child Is Born (1939)
- Brother Orchid (1940)
- Knute Rockne, All American (1940)
- Footsteps in the Dark (1941)
- Affectionately Yours (1941)
- Larceny, Inc. (1942)
- Silver Queen (1942)
- Action in the North Atlantic (1943)
- The Fighting Sullivans (1944)
- Sunday Dinner for a Soldier (1944)
- Wake Up and Dream (1946)
- Home Sweet Homicide (1946)
- I Wonder Who's Kissing Her Now (1947)
- You Were Meant for Me (1948)
- Mother Is a Freshman (1949)
- It Happens Every Spring (1949)
- Miss Grant Takes Richmond (1949)
- Kill the Umpire (1950)
- Els problemes de la Sally (The Fuller Brush Girl) (1950)
- Call Me Mister (1951)
- The Frogmen (1951)
- Golden Girl  (1951)
- The Great Sioux Uprising (1953)
- La línia francesa (The French Line) ) (1953)
- She Couldn't Say No (1954)

## Premis i nominacions

### Nominacions
- 1937. Copa Mussolini per Marked Woman